# Retablo Mayor de Chacas
El retablo mayor de Chacas o retablo mayor del Santuario de Mama Ashu es una obra de arte colonial localizada en el Santuario de Mama Ashu, Chacas, Áncash, Perú. Diseñadoa y construido a mediados del siglo XVIII, fue declarado Patrimonio Cultural de la Nación en 1941.
Se construyó con cedro nicaragüense para albergar a la Virgen de la Asunción, San Martín Papa, San José de Nazaret y el Niño Jesús, patrones del pueblo y del ingenio San José de Mushojmarca.

## Historia
Construcción
Según testimonios orales de los chacasinos de antaño, el retablo mayor y los dos laterales, todos recubiertos en pan de oro, fueron donados por las familias más ricas del pueblo, las cuales disfrutaban de un fecundo auge minero a mediados del siglo XVIII. La donación fue encabezada por los Tafur de Córdoba, familia criolla propietaria del ingenio minero San José de Mushojmarca localizado en el valle de Chucpin, a 3 km de Chacas. Dicha familia gestionó su construcción con la finalidad de trasladar a los santos que albergaban en la capilla de su propiedad (San José de Nazaret y la Virgen de la Asunción) y el patrón fundacional de Chacas: San Martín I.
Las piezas del retablo habrían sido diseñadas y construidas por un arquitecto retablista del norte del Perú, probablemente en Trujillo, por mostrar características estilísticas similares a retablos de dicha región. Otárola refiere que el retablo fue trasladado mediante en barco hasta Casma y en bestias de carga hasta Chacas para posteriormente ser ensamblado. Se elaboró casi enteramente en cedro nicaragüense, sin embargo tiene partes hechas con quenual, producto de refacciones posteriores.
Patrimonio Cultural de la Nación
En 1941, el párroco de Chacas, Alberto León y el alcalde Nicanor Jimeno en comisión con varios ciudadanos chacasinos, al ver el estado ruinoso del retablo, y con la finalidad de recibir una partida presupuestal que ayudara en su conservación, gestionaron la declaratoria de Monumento Histórico del Perú al templo de Chacas y todas las obras sacras de su interior, cabe mencionar: el Santo Sepulcro, retablo de Ánimas, retablo del Rosario, Santa Cruz de Semana Santa y joyas y artefactos de oro y plata.
Restauración
Tras 240 años de historia, y ya sumamente deteriorado, el retablo fue restaurado en 1993 bajo el liderazgo del párroco de Chacas, Ugo de Censi, participaron los maestros ebanistas Teodorico Tafur, Edgar Huamán (primera promoción del Taller Don Bosco de Chacas), y curadores de la Galería Uffizi de Florencia bajo la dirección de la restauradora Sandra Ferroni. El trabajo fue posible gracias a un convenio entre la Parroquia de Chacas encabezada por el padre Ugo de Censi y el gobierno italiano. Financiaron el proyecto: Mons. Giustino Formelli, Scino Salvatore, Arturo y Masimiliano Ballabio.